# Bill Nye rettet die Welt

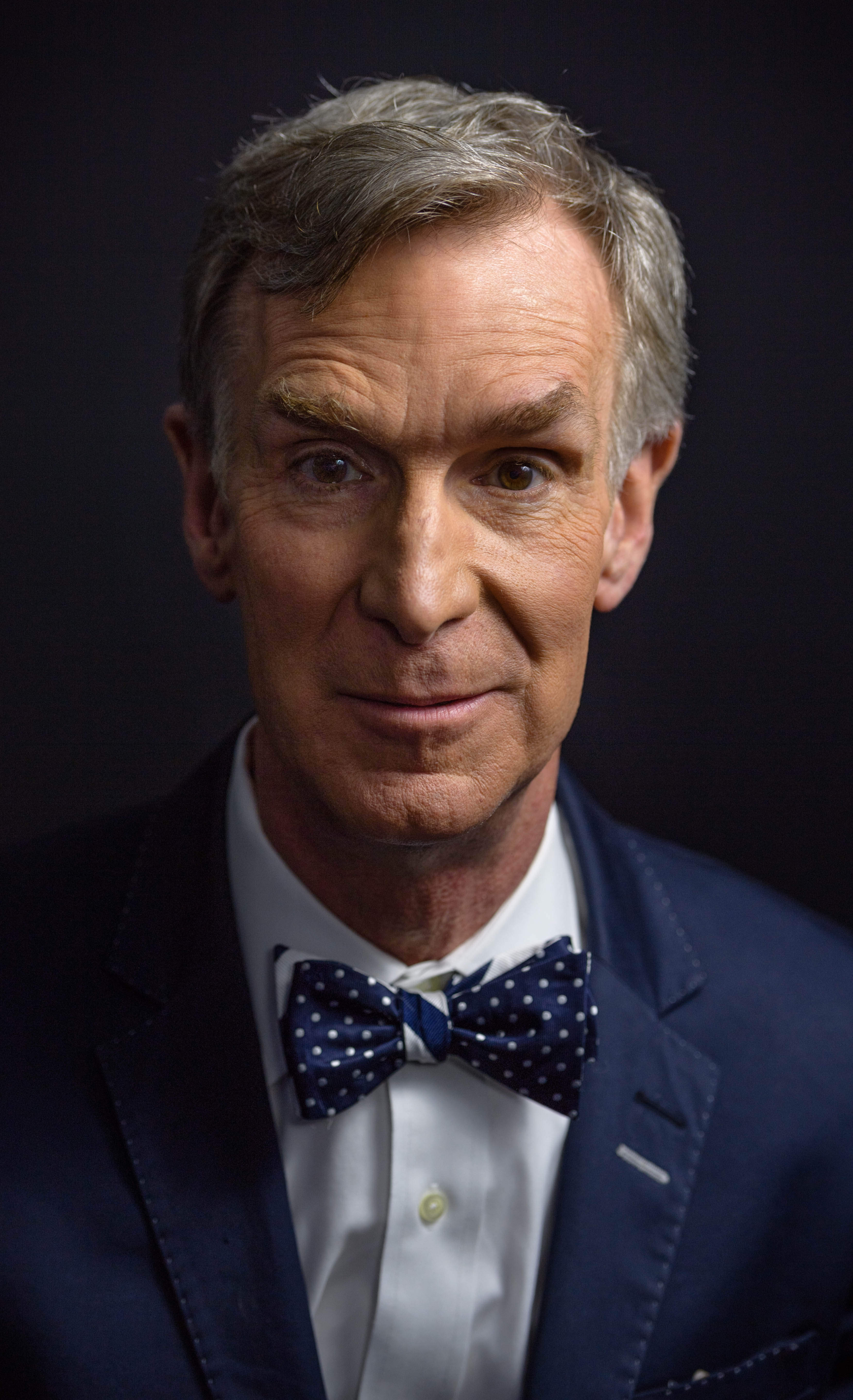
Bill Nye im Mai 2017

Bill Nye rettet die Welt (Originaltitel: Bill Nye Saves the World) ist eine US-amerikanische Talkshow zu wissenschaftlichen Themen. Sie wird von Bill Nye moderiert der von mehreren bekannten Berichterstattern wie etwa Karlie Kloss unterstützt wird. Zudem treten in mehreren Folgen berühmte Gäste auf. Die Erstveröffentlichung der gesamten ersten Staffel fand in den USA am 21. April 2017 auf Netflix statt. Am selben Tag wurde die Serie auch im deutschsprachigen Raum bei Netflix veröffentlicht.

## Hintergrund
Ende August 2016 gab Netflix bekannt, eine Talkshow mit Bill Nye zu produzieren, die sich mit Wissenschaft und dem Einfluss dieser auf die Politik, Gesellschaft und Popkultur beschäftigen soll. Als Ziel der Show sollten alle behandelten Themen von einem wissenschaftlichen Standpunkt aus betrachtet werden, und Mythen und nichtwissenschaftliche Behauptungen sollen angesprochen und widerlegt werden. Bis Oktober 2016 gab Netflix bekannt, dass neben Bill Nye als Moderator noch fünf weitere bekannte Berichterstatter in der Show auftreten werden. Diese sind die beiden Komiker Joanna Hausmann und Nazeem Hussain, die Ingenieurin Emily Calandrelli, der Wissenschaftler Derek Muller sowie das Model Karlie Kloss. Das Introlied der Show stammt vom Rapper Tyler, the Creator.
Am 21. April 2017 wurde die erste Staffel von Bill Nye rettet die Welt auf Netflix veröffentlicht. Im Juni 2017 wurde bekanntgegeben, dass die Show um eine zweite, sechs Folgen umfassende Staffel verlängert wird, welche am 29. Dezember 2017 startete. Im April 2018 erfolgte die Ankündigung einer dritten, ebenfalls sechs Folgen umfassenden Staffel, die am 11. Mai 2018 anlief.

## Episodenliste

### Staffel 1
| Nr. (ges.) | Nr. (St.) | Deutscher Titel                                | Originaltitel                   | Erstveröffentlichung USA | Deutschsprachige Erstveröffentlichung (D) |
| --- | --------- | ---------------------------------------------- | ------------------------------- | ------------------------ | ----------------------------------------- |
| 1 | 1         | Jetzt wird es heiß                             | Earth Is a Hot Mess             | 21. Apr. 2017            | 21. Apr. 2017                             |
| Die Folge befasst sich mit dem Klimawandel, der globalen Erwärmung sowie Klimaleugnern. Als Gäste treten unter anderem Zach Braff und Desiigner auf.                         |           |                                                |                                 |                          |                                           |
| 2 | 2         | Checkliste für Quacksalberei                   | Tune Your Quack-o-Meter         | 21. Apr. 2017            | 21. Apr. 2017                             |
| Es wird unter anderem über die Gefahren von Alternativmedizin und die wissenschaftliche Wirksamkeit von Homöopathie diskutiert. Als Gast tritt unter anderem Steve Aoki auf. |           |                                                |                                 |                          |                                           |
| 3 | 3         | Maschinen beherrschen die Welt                 | Machines Take Over the World    | 21. Apr. 2017            | 21. Apr. 2017                             |
| Über die Möglichkeiten und Gefahren von künstlicher Intelligenz |           |                                                |                                 |                          |                                           |
| 4 | 4         | Mehr Nahrungsmittel, weniger Hype              | More Food, Less Hype            | 21. Apr. 2017            | 21. Apr. 2017                             |
| Über den Nutzen und die Gefahren von Lebensmittel die mit Hilfe von gentechnisch veränderten Organismen hergestellt werden.                                                  |           |                                                |                                 |                          |                                           |
| 5 | 5         | Die wahre Invasion vom Mars                    | The Original Martian Invasion   | 21. Apr. 2017            | 21. Apr. 2017                             |
| Über die Panspermie-Hypothese, zukünftige Marsmissionen und die Möglichkeit von außerirdischem Leben. Als Gast tritt unter anderem Wil Wheaton auf.                          |           |                                                |                                 |                          |                                           |
| 6 | 6         | Lassen Sie sich impfen und retten Sie die Welt | Do Some Shots, Save the World   | 21. Apr. 2017            | 21. Apr. 2017                             |
| Über Krankheiten, die Wirkung von Impfstoffen und wissenschaftliche Argumente gegen Impfgegner.                                                                              |           |                                                |                                 |                          |                                           |
| 7 | 7         | Cheat-Codes für die Realität                   | Cheat Codes for Reality         | 21. Apr. 2017            | 21. Apr. 2017                             |
| Welchen Einfluss Videospiele auf das Gehirn haben und wie die dafür verwendete Technologie in der Medizin und Wissenschaft angewandt wird.                                   |           |                                                |                                 |                          |                                           |
| 8 | 8         | Die Wahnsinnsdiät                              | This Diet Is Bananas            | 21. Apr. 2017            | 21. Apr. 2017                             |
| Über Ernährung und die Gefahr die von Modediäten ausgeht. |           |                                                |                                 |                          |                                           |
| 9 | 9         | Das Spektrum der Sexualität                    | The Sexual Spectrum             | 21. Apr. 2017            | 21. Apr. 2017                             |
| Über Sexualität, Sex, Geschlechterrollen und Gender. Als Gast tritt unter anderem Rachel Bloom auf.                                                                          |           |                                                |                                 |                          |                                           |
| 10 | 10        | Die Rettung der Welt – mit dem Weltall!        | Saving the World -- With Space! | 21. Apr. 2017            | 21. Apr. 2017                             |
| Die Möglichkeiten der privaten Raumfahrt und die Besiedlung von anderen Planeten. Als Gast tritt unter anderem Joel McHale auf.                                              |           |                                                |                                 |                          |                                           |
| 11 | 11        | Unsinn!                                        | Malarkey!                       | 21. Apr. 2017            | 21. Apr. 2017                             |
| Über Pseudowissenschaft, Chemtrails, Kornkreise und wie Bestätigungsfehler zu falschen Annahmen führen können. Als Gast tritt unter anderem Donald Faison auf.               |           |                                                |                                 |                          |                                           |
| 12 | 12        | Designerbabies!                                | Designer Babies                 | 21. Apr. 2017            | 21. Apr. 2017                             |
| Über künstliche Befruchtung und die Möglichkeiten, mittels Technologie gesündere Babies zu bekommen. Als Gast tritt unter anderem Tim Gunn auf.                              |           |                                                |                                 |                          |                                           |
| 13 | 13        | Das Problem der Überbevölkerung                | Earth’s People Problem          | 21. Apr. 2017            | 21. Apr. 2017                             |
| Über die Überbevölkerung der Erde und mögliche Lösungen. |           |                                                |                                 |                          |                                           |

### Staffel 2
| Nr. (ges.) | Nr. (St.) | Deutscher Titel                                   | Originaltitel                             | Erstveröffentlichung USA | Deutschsprachige Erstveröffentlichung (D) |
| --- | --------- | ------------------------------------------------- | ----------------------------------------- | ------------------------ | ----------------------------------------- |
| 14 | 1         | Die Marihuana-Folge                               | The Marijuana Episode                     | 29. Dez. 2017            | 29. Dez. 2017                             |
| Über die medizinische Wirkung von Marihuana und die mögliche Gefahren. Als Gast tritt unter anderem Kevin Smith auf.                               |           |                                                   |                                           |                          |                                           |
| 15 | 2         | Ihr Computer wird angegriffen                     | Your Computer Is Under Attack             | 29. Dez. 2017            | 29. Dez. 2017                             |
| Über Hackerangriffe, Datendiebstahl, Phishing, Malware und die Gefahren einer digitalisierten Welt. Als Gast tritt unter anderem Steve-O auf.      |           |                                                   |                                           |                          |                                           |
| 16 | 3         | Beim Schlafen sind wir echt schlecht              | We Suck at Sleeping                       | 29. Dez. 2017            | 29. Dez. 2017                             |
| Über die Notwendigkeit des Schlafs und Schlafstörungen                                                                                             |           |                                                   |                                           |                          |                                           |
| 17 | 4         | Sex, Medikamente und Superbakterien               | Sex, Drugs and Superbugs                  | 29. Dez. 2017            | 29. Dez. 2017                             |
| Über die Gefahren von antibiotikaresistenten Erregern. Als Gast tritt unter anderem Ali Wong auf.                                                  |           |                                                   |                                           |                          |                                           |
| 18 | 5         | Aussterben: Warum all unsere Freunde verschwinden | Extinction: Why All Our Friends Are Dying | 29. Dez. 2017            | 29. Dez. 2017                             |
| Über das Aussterben von Arten und die mögliche „Wiederbelebung“ ausgestorbener Tierarten. Als Gäste treten unter anderem OK Go und Drew Carey auf. |           |                                                   |                                           |                          |                                           |
| 19 | 6         | Wie man durch die Zeit reist                      | How to Travel Through Time                | 29. Dez. 2017            | 29. Dez. 2017                             |
| Über die Möglichkeit des Zeitreisens. Als Gäste treten unter anderem Zach Braff und Scott Kelly auf.                                               |           |                                                   |                                           |                          |                                           |

### Staffel 3
| Nr. (ges.) | Nr. (St.) | Deutscher Titel                     | Originaltitel                      | Erstveröffentlichung USA | Deutschsprachige Erstveröffentlichung (D) |
| --- | --------- | ----------------------------------- | ---------------------------------- | ------------------------ | ----------------------------------------- |
| 20 | 1         | Den Tod austricksen                 | Cheating Death                     | 11. Mai 2018             | 11. Mai 2018                              |
| Über wissenschaftliche Erklärungen zum Altern, mögliche Verjüngungskuren und die Zukunft von Organtransplantationen. |           |                                     |                                    |                          |                                           |
| 21 | 2         | Überleben in einer Welt ohne Wasser | Surviving in a World Without Water | 11. Mai 2018             | 11. Mai 2018                              |
| Über Wasserknappheit und Wasser als geopolitisches Druckmittel.                                                      |           |                                     |                                    |                          |                                           |
| 22 | 3         | Die Sucht-Folge                     | The Addiction Episode              | 11. Mai 2018             | 11. Mai 2018                              |
| Über Abhängigkeit und mögliche Therapien. Als Gast tritt unter anderem Maria Bamford auf.                            |           |                                     |                                    |                          |                                           |
| 23 | 4         | Rezepte aus der Zukunft             | Recipes from the Future            | 11. Mai 2018             | 11. Mai 2018                              |
| Über moderne Anbaumethoden und Laborfleisch. Als Gast tritt unter anderem Margaret Cho auf.                          |           |                                     |                                    |                          |                                           |
| 24 | 5         | Evolution: Wo kommen wir her?       | Evolution: The Fact of Life        | 11. Mai 2018             | 11. Mai 2018                              |
| Über die Evolution. Als Gäste tritt unter anderem Paul F. Tompkins auf.                                              |           |                                     |                                    |                          |                                           |
| 25 | 6         | Was denken Haustiere?               | What Is Your Pet Really Thinking?  | 11. Mai 2018             | 11. Mai 2018                              |
| Über die Intelligenz von Haustieren und menschliche Verhaltensmuster bei Tieren.                                     |           |                                     |                                    |                          |                                           |

## Kritik
Bill Nye rettet die Welt bekam eher gemischte Kritiken. Es wurde unter anderem kritisiert, dass die Show sich zwar an ein erwachsenes Publikum richte, die behandelten Themen aber nur oberflächlich anschneide und teilweise zu belehrend wirke. Auch der Moderationsstil und der Humor von Bill Nye stießen auf Kritik, wobei aber auch gesagt wurde, dass genau dieser Stil ihm seit Bill Nye the Science Guy auch eine eigene Fangemeinde eingebracht hat, welche die neue Show auch aus Nostalgie schauen. Durch das Auftreten seiner Berichterstatter sowie anderer Experten und Fachleute verschwinde Bill Nye auch mehr in den Hintergrund seiner eigenen Show – und das, obwohl er für viele aber Hauptgrund ist, diese überhaupt zu schauen. Besonders kritisiert wurde der Auftritt von Rachel Bloom in der Folge Das Spektrum der Sexualität, in der sie einen Song namens My Sex Junk singt.
Auf der Kritikerseite Rotten Tomatoes erhielt die erste Staffel von Bill Nye rettet die Welt eine durchschnittliche Userwertung von 27 Prozent. Die zweite Staffel kommt auf eine durchschnittliche Userwertung von 52 Prozent während die dritte Staffel auf eine durchschnittliche Userwertung von 70 Prozent kommt (Stand: Oktober 2018).